# 5月9日
5月9日（ごがつここのか）は、グレゴリオ暦で年始から129日目（閏年では130日目）にあたり、年末まではあと236日ある。

## できごと

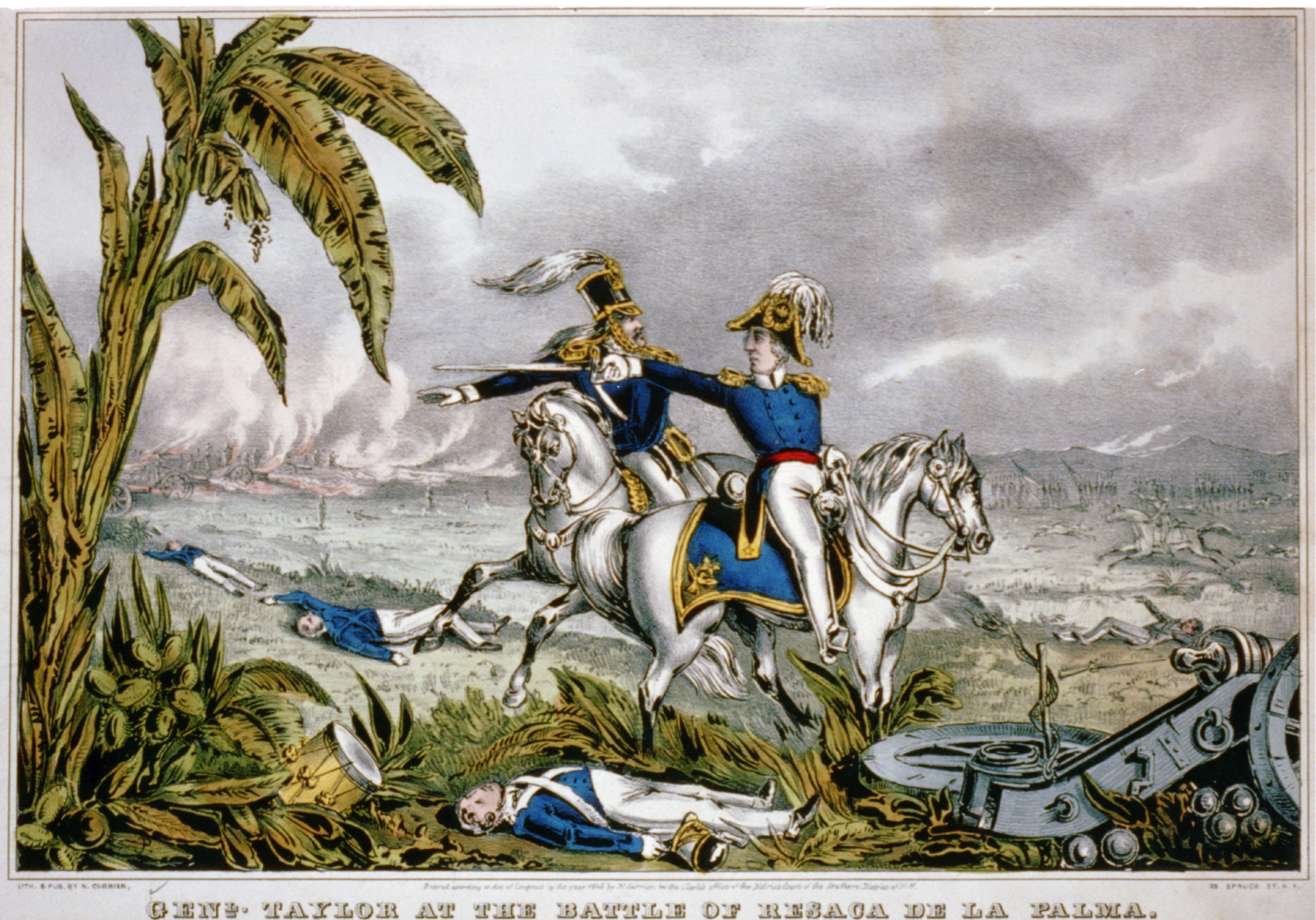
米墨戦争、レサカ・デ・ラ・パルマの戦い(1846)

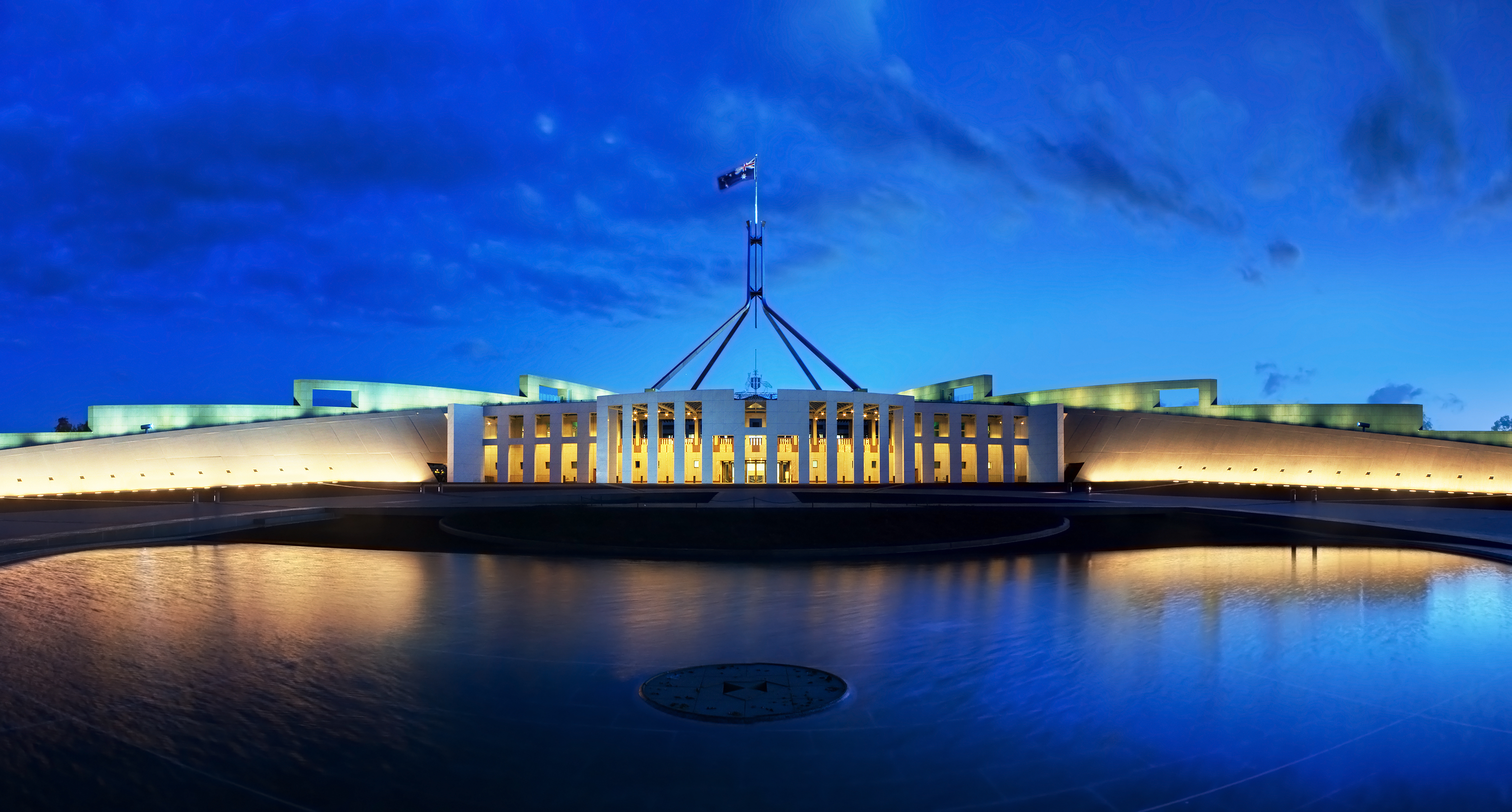
オーストラリア国会議事堂竣工(1988)

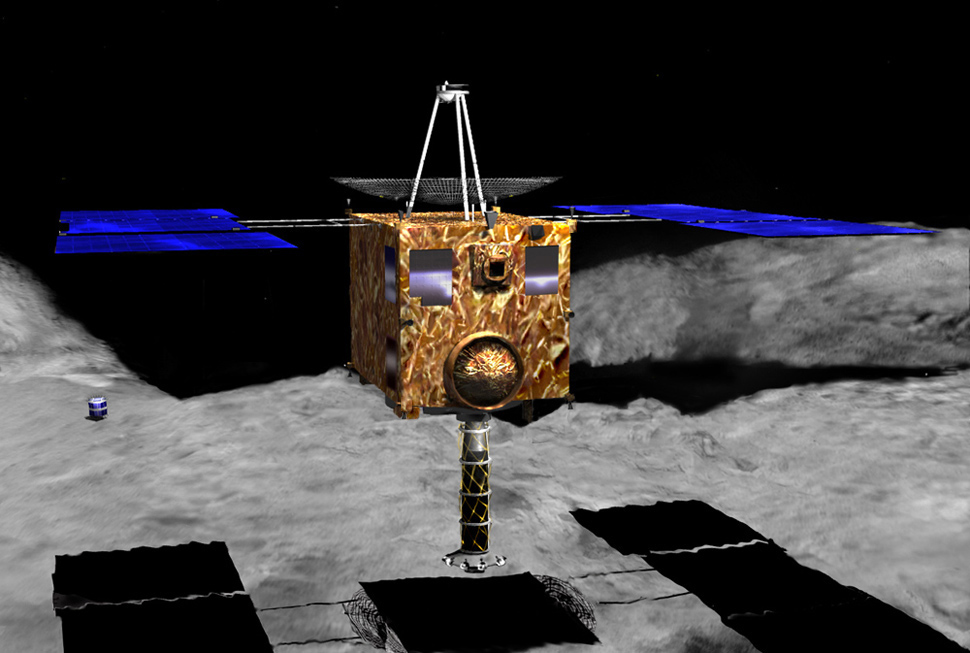
工学実験探査機はやぶさ打ち上げ(2003)

- 1450年 - ティムール朝君主アブドゥッラティーフが暗殺される。
- 1742年（寛保2年4月6日） - 江戸幕府の成文法「公事方御定書」が完成。
- 1846年 - 米墨戦争: レサカ・デ・ラ・パルマの戦い。
- 1876年 - 上野公園の開園式。日本初の公園に指定[1]。
- 1877年 - ルーマニアがオスマン帝国からの独立を宣言。
- 1883年 - 日本の県として富山県、佐賀県、宮崎県が再置される。
- 1901年 - オーストラリア・メルボルンで初の国会（オーストラリア連邦議会）が開かれる。
- 1911年 - 清が幹線鉄道国有化令を発布する。
- 1915年 - 中華民国の袁世凱政権が日本の対華21カ条要求を受諾する。
- 1923年 - 文部省臨時国語調査会が常用漢字表を発表[2]。
- 1926年 - リチャード・バードが航空機により初めて北極点上空に到達。
- 1926年 - 東京・銀座の松屋デパートで日本初の高層ビルからの飛び降り自殺[3]。
- 1932年 - 坂田山心中事件が発覚。
- 1936年 - 第二次エチオピア戦争: イタリアが東アフリカの3つの植民地をあわせてイタリア領東アフリカを樹立し、その皇帝にイタリア国王ヴィットーリオ・エマヌエーレ3世が就任。
- 1939年 - 東京府板橋区志村にあった大日本セルロイド東京工場で火災。さらに隣接する日本火工の工場に延焼して爆発。死者32人、負傷者245人[4]。
- 1945年 - 第二次世界大戦・プラハの戦い: 赤軍がプラハを占領。
- 1945年- ロシア（ソ連）における終戦記念日
- 1946年 - ヴィットーリオ・エマヌエーレ3世の退位によりウンベルト2世がイタリア王に即位。
- 1946年 - 長野県市田村一家7人殺害事件: 長野県下伊那郡市田村大島山（現：高森町大島山）で一家7人が薪割り斧で殴り殺される事件が発生する。同事件は未解決のまま、事件発生から15年後の1961年5月9日に公訴時効が成立した[5]。
- 1948年 - 日比谷公会堂で「母の日大会」開催。1949年以降、日本でも5月第2日曜日が母の日となる[6]。
- 1948年 - 北海道礼文島で金環日食を観測[7]。
- 1949年 - モナコ大公ルイ2世が死去。孫のレーニエ3世が即位。
- 1950年 - フランス外相ロベール・シューマンが、フランスと西ドイツの石炭・鉄鋼産業の共同管理を提唱。（シューマン宣言）
- 1950年 - L・ロン・ハバードの『ダイアネティックス』が刊行。
- 1954年 - 翌10日にかけて日本海西部から北海道東方へ低気圧が急発達しながら進み、東北・北海道で漁船の沈没等348隻、死者・行方不明361名の日本海難史上最大の惨事となる。この嵐は、初めてメイストームと名付けられた[8]。
- 1955年 - 西ドイツが北大西洋条約機構（NATO）に加盟[9]。
- 1956年 - 今西壽雄ら日本登山隊がヒマラヤ山脈のマナスルに世界初登頂。
- 1956年 - 日本とフィリピンとの間で第二次世界大戦の戦争賠償協定を締結。20年間で5億5000万ドル（日本の戦争賠償と戦後補償参照）[10]。
- 1964年 - 全米ヒットチャートでルイ・アームストロングの「ハロー・ドーリー!」が1位になり、2月1日から続いていたビートルズの連続1位の記録を14週でストップさせる。
- 1965年 - ソ連の月探査機「ルナ5号」が打ち上げ。
- 1974年 - 伊豆半島沖地震。
- 1977年 - 芝山町長宅前臨時派出所襲撃事件。
- 1983年 - ローマ教皇ヨハネ・パウロ2世が、ガリレオ・ガリレイに対する宗教裁判の誤りを認める[11]。
- 1988年 - キャンベラにオーストラリア国会議事堂（英語版）が竣工。
- 1988年 - 事実婚夫婦、住民票続柄記載差別訴訟を起こす。
- 1994年 - オウム真理教による滝本弁護士サリン襲撃事件が起こる。
- 1996年 - 日生球場での最後のプロ野球公式戦の試合終了後、試合に負けたダイエー選手のバスにファンが生卵を投げつける。（通称「生卵事件」）
- 2003年 - 宇宙科学研究所が工学実験探査機「はやぶさ」 (MUSES-C) を打ち上げ。
- 2004年 - ロシア・チェチェン共和国の大統領アフマド・カディロフがチェチェン独立派により暗殺される。
- 2006年 - 東南アジア諸国連合 (ASEAN) がマレーシアのクアラルンプールで初の国防相会議を開催。
- 2006年 - エストニアが欧州憲法を批准。
- 2009年 - 2009年新型インフルエンザの世界的流行: カナダから帰国した大阪府の高校生2人と教諭1人が国内初の新型インフルエンザに感染していたことが明らかになる。
- 2009年 - 森光子主演の舞台、自身の誕生日に『放浪記』が公演2,000回を達成。

## 誕生日

源頼朝(1147-1199)誕生。

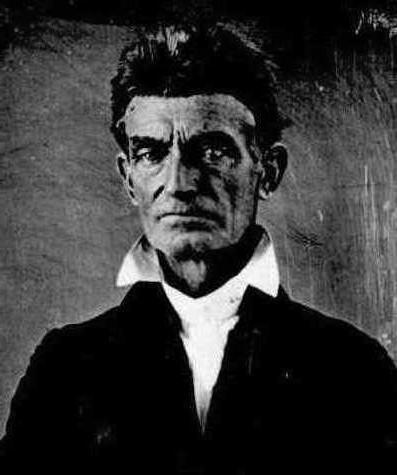
奴隷制度廃止運動家ジョン・ブラウン(1800-1859)誕生。

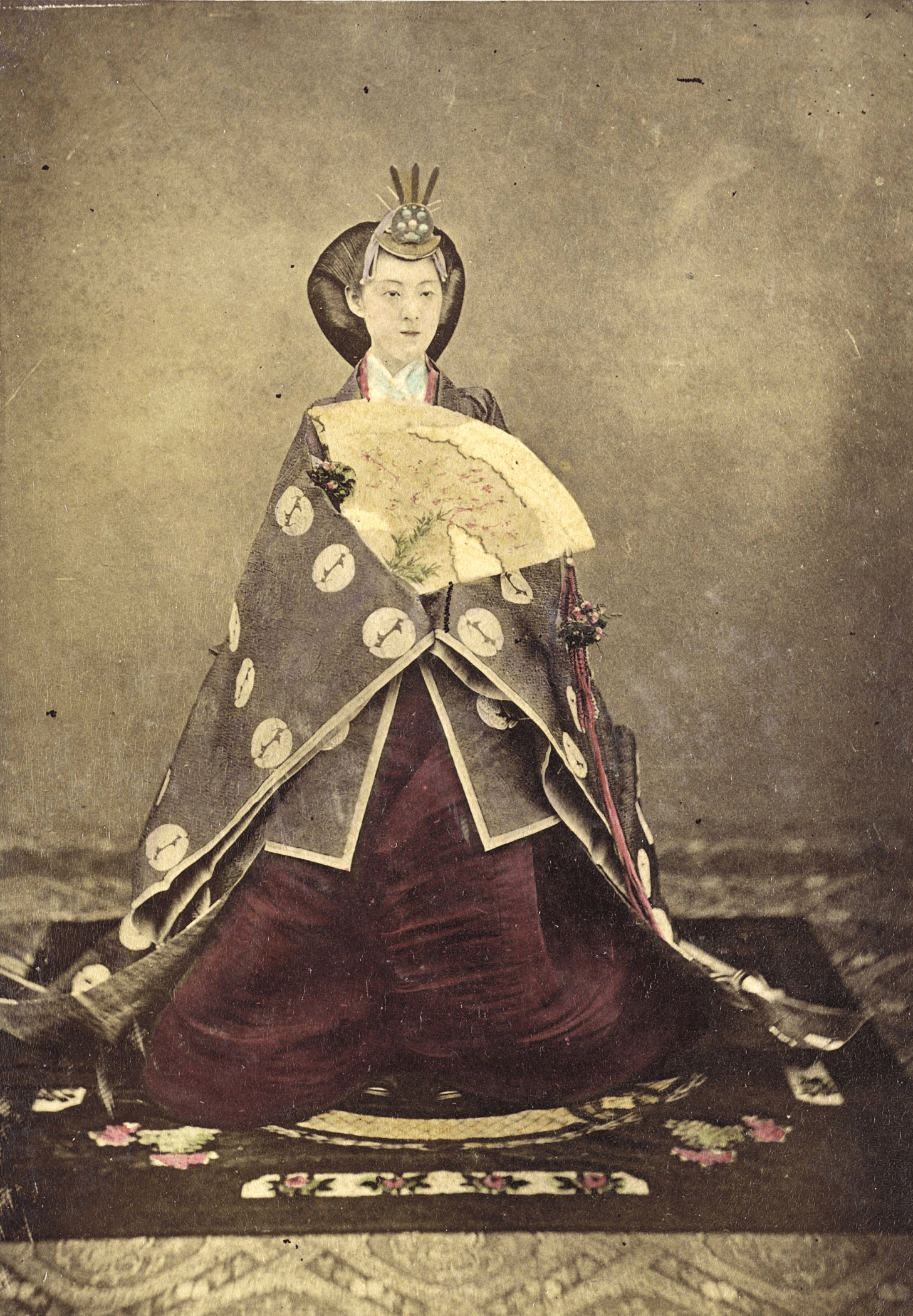
明治天皇の皇后、昭憲皇太后(1849-1914)誕生。

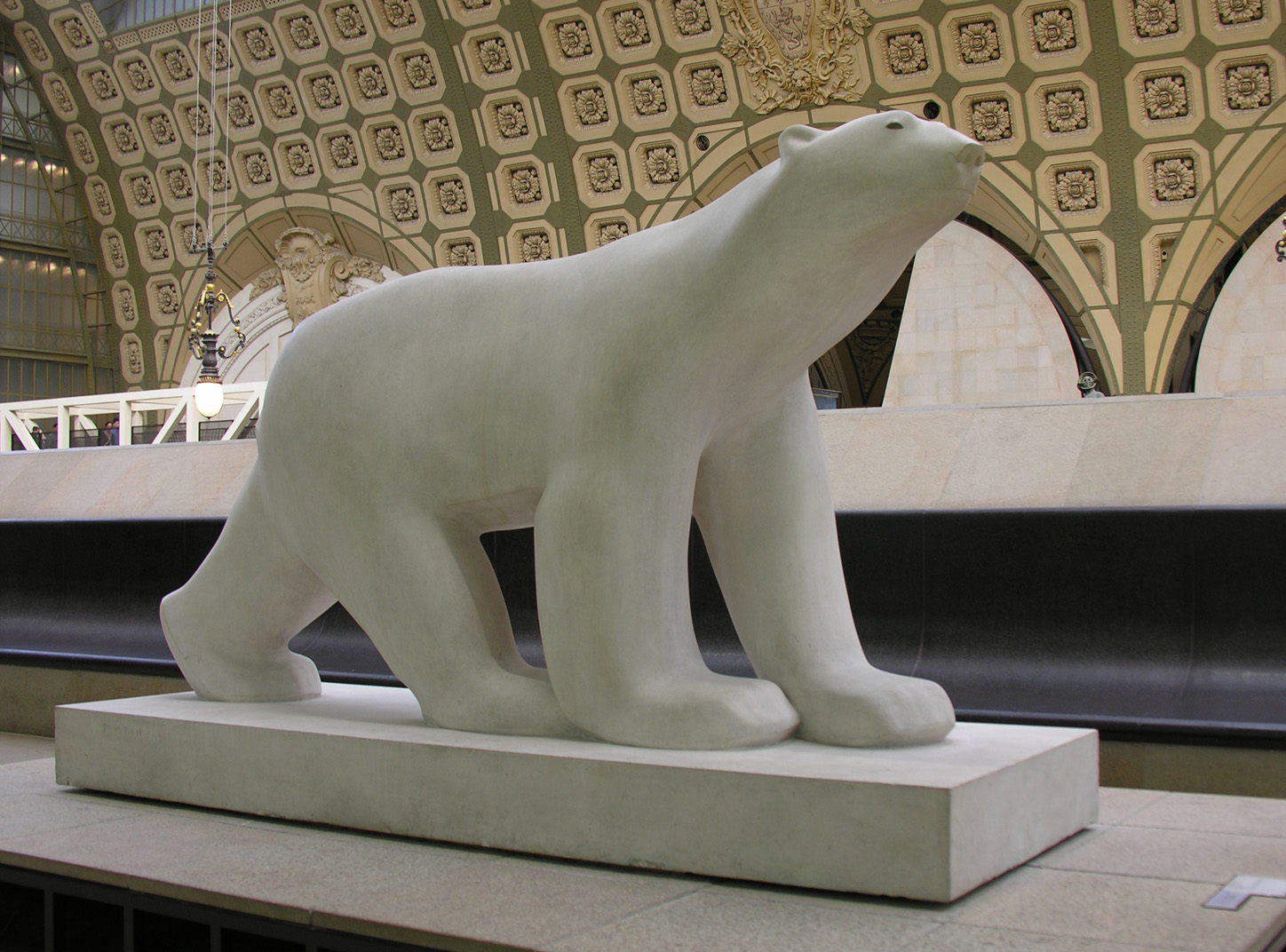
彫刻家フランソワ・ポンポン(1855-1933)誕生。画像は『白熊』(1922)。

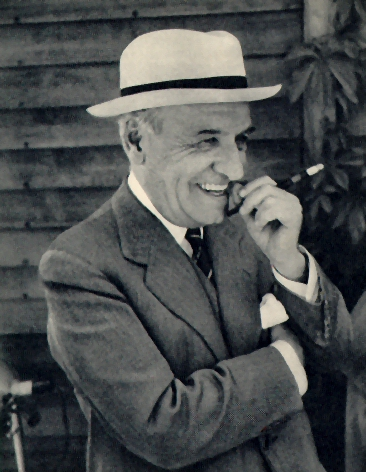
哲学者ホセ・オルテガ・イ・ガセト(1883-1955)誕生。

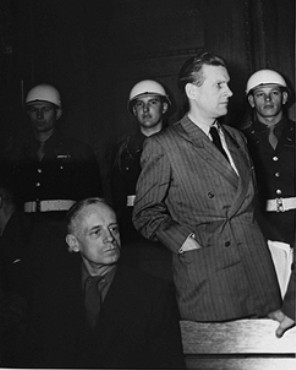
ヒトラー・ユーゲント初代総裁、バルドゥール・フォン・シーラッハ(1907-1974)誕生。

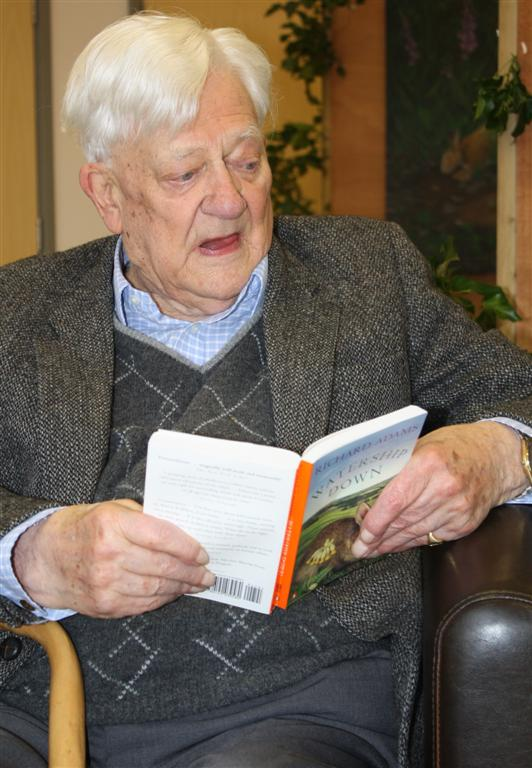
作家リチャード・アダムス(1920-2016)誕生。

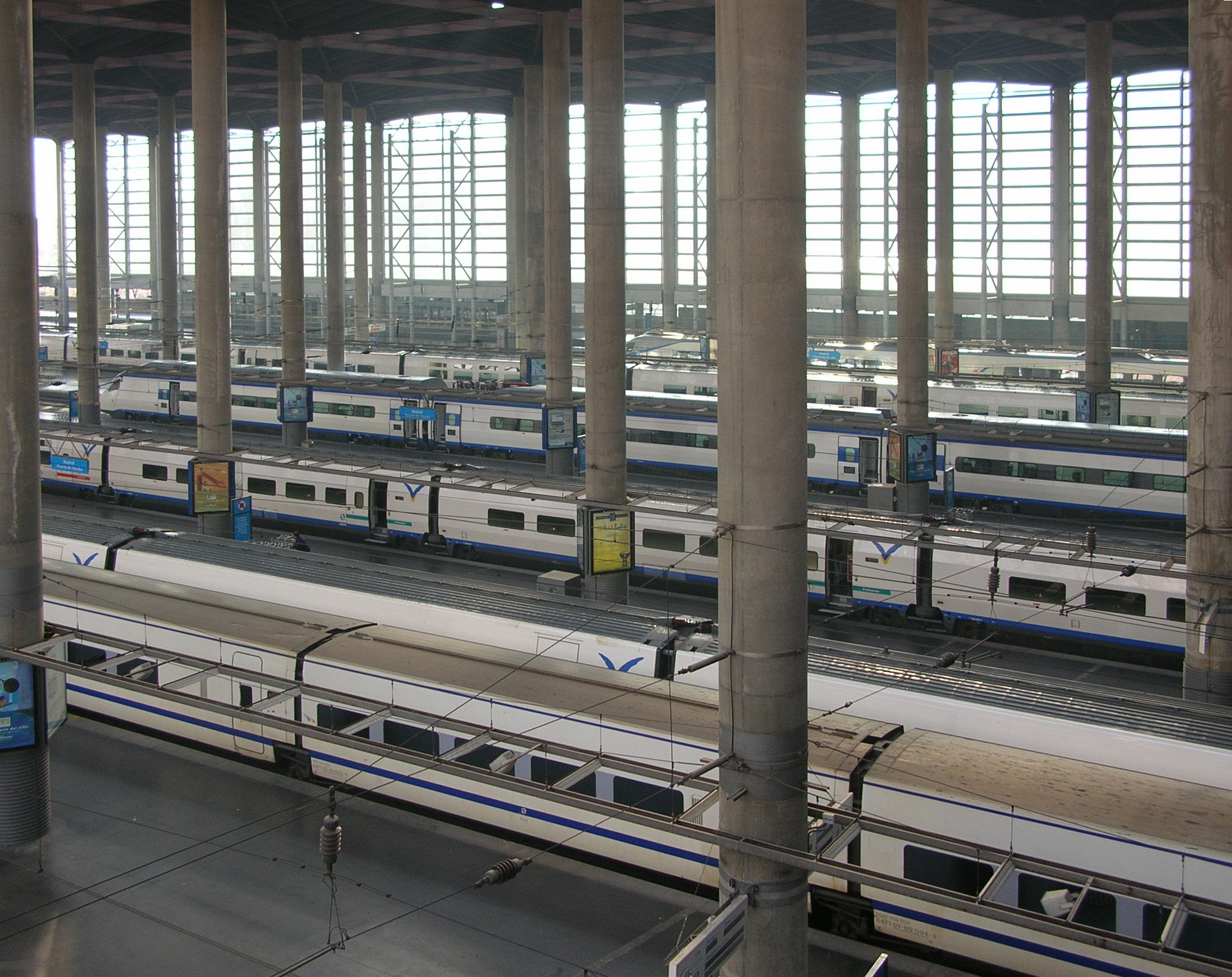
建築家ホセ・ラファエル・モネオ(1937-)。画像はアトーチャ駅(1992)。

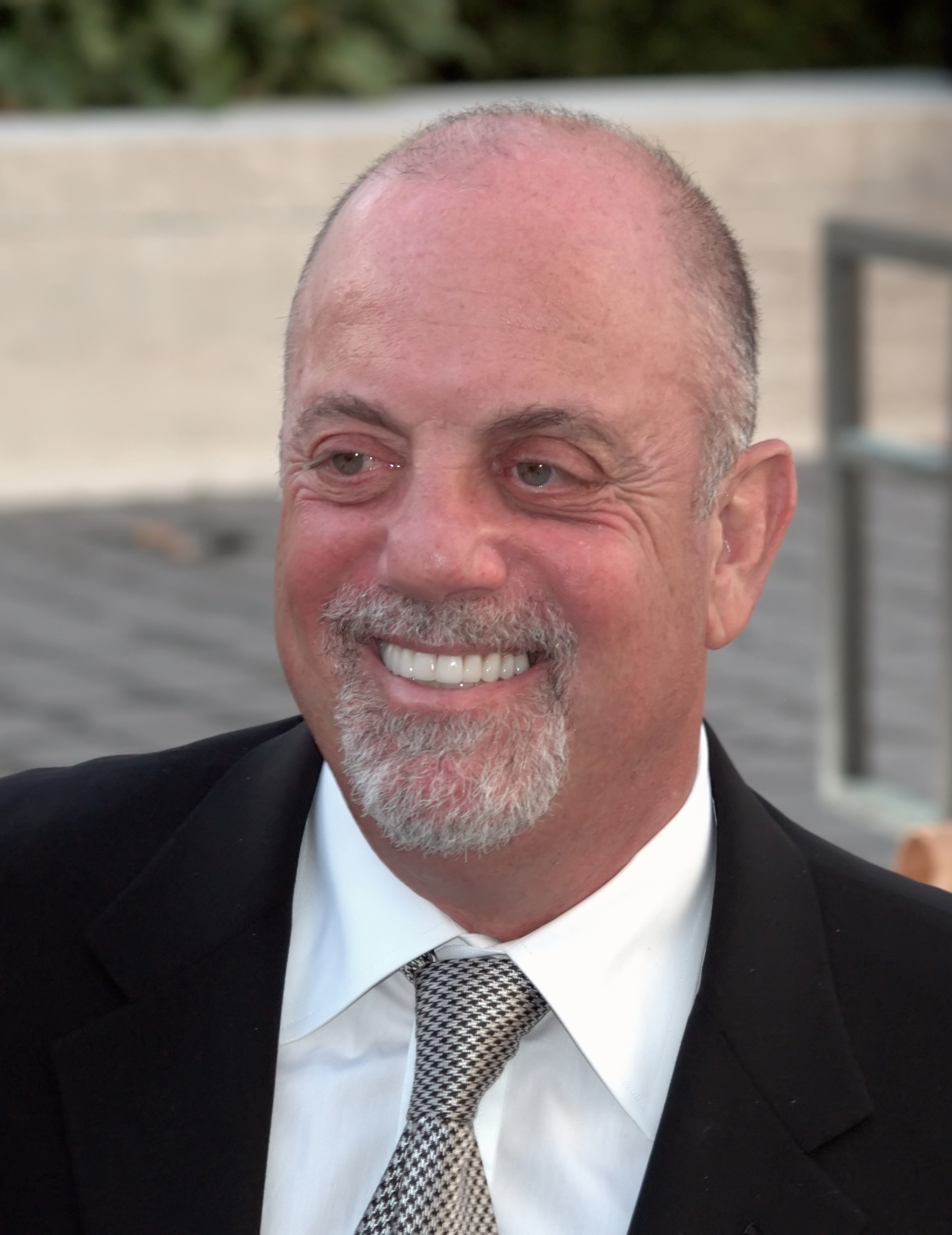
シンガーソングライター、ビリー・ジョエル(1949-)誕生。

### 人物
- 1147年（久安3年4月8日） - 源頼朝[12]、鎌倉幕府初代将軍（+ 1199年）
- 1586年 （天正14年3月21日）- 津軽信枚、第2代弘前藩主 （+ 1631年）
- 1632年 （寛永9年3月20日）- 松平乗次、初代大給藩主 （+ 1687年）
- 1740年 - ジョヴァンニ・パイジエッロ、作曲家（+ 1816年）
- 1746年 - ガスパール・モンジュ、数学者（+ 1818年）
- 1773年 - ジャン＝シャルル＝レオナール・シモンド・ド・シスモンディ、経済学者（+ 1842年）
- 1780年 - ウィリアム・ドウェイン、第11代アメリカ合衆国財務長官（+ 1865年）
- 1800年 - ジョン・ブラウン、奴隷制度廃止運動家（+ 1859年）
- 1837年（天保8年4月5日） - 入江九一、長州藩士（+ 1864年）
- 1837年 （天保8年4月5日）- 九鬼隆義、第13代三田藩主 （+ 1891年）
- 1849年（嘉永2年4月17日） - 昭憲皇太后、明治天皇の皇后（+ 1914年）
- 1849年 - ヴィトリド・ツェラスキー、天文学者（+ 1925年）
- 1855年 - フランソワ・ポンポン、彫刻家（+ 1933年）
- 1857年 - ルイージ・イッリカ、オペラ台本作家（+ 1919年）
- 1860年 - ジェームス・マシュー・バリー、作家（+ 1937年）
- 1873年 - ハワード・カーター、考古学者、ツタンカーメン王墓発見（+ 1939年）
- 1883年 - ホセ・オルテガ・イ・ガセット、哲学者（+ 1955年）
- 1884年 - 高橋誠一郎、経済学者（+ 1982年）
- 1886年 - 東雲衑藏、元大相撲力士（+ 1949年）
- 1886年 - 北村徳太郎、運輸大臣、大蔵大臣（+ 1968年）
- 1889年（光緒15年4月10日） - 張群、政治家、軍人（+ 1990年）
- 1892年 - ツィタ・フォン・ブルボン＝パルマ、オーストリア＝ハンガリー帝国皇帝カール1世の皇后（+ 1989年）
- 1894年 - 谷三三五、陸上競技選手（+ 1956年）
- 1897年 - 細井和喜蔵、小説家（+ 1925年）
- 1901年 - 足利惇氏、インド学者（+ 1983年）
- 1904年 - 武田麟太郎、小説家（+ 1946年）
- 1904年 - グレゴリー・ベイトソン、社会学者、言語学者、人類学者（+ 1980年）
- 1905年 - リリ・デ・アルバレス、テニス選手（+ 1998年）
- 1906年 - 金子鷗亭、書家（+ 2001年）
- 1907年 - バルドゥール・フォン・シーラッハ、ヒトラー・ユーゲントの指導者（+ 1974年）
- 1912年 - 伊藤友司、真如苑第2代苑主（+ 1967年）
- 1914年 - カルロ・マリア・ジュリーニ、指揮者（+ 2005年）
- 1914年 - 嶋津千利世、女性問題研究家（+ 2000年）
- 1918年 - 桑島甫、プロ野球選手（+ 1944年）
- 1920年 - リチャード・アダムス、ファンタジー作家（+ 2016年）
- 1920年 - 森光子、女優（+ 2012年）
- 1921年 - モートン・カプラン、国際関係論研究者（+ 2017年）
- 1921年 - 村松長太郎、プロ野球選手（+ 1944年）
- 1922年 - 江藤晴康、元プロ野球選手（+ 2016年）
- 1924年 - ブラート・オクジャワ、シンガーソングライター（+ 1997年）
- 1924年 - 田村元、政治家、第66代衆議院議長（+ 2014年）
- 1925年 - 林巳奈夫、考古学者（+ 2006年）
- 1926年 - 伊谷純一郎、生態学者、人類学者、霊長類学者（+ 2001年）
- 1926年 - 中村誠、グラフィックデザイナー（+2013年）
- 1927年 - 斎藤美和、女優（+ 2012年）
- 1927年 - マンフレート・アイゲン、生物物理学者（+ 2019年）
- 1928年 - バーバラ・アン・スコット、フィギュアスケート選手（+ 2012年）
- 1930年 - 宇野功芳、音楽評論家（+ 2016年）
- 1931年 - 芳賀徹、比較文学者（+ 2020年）
- 1931年 - 梅沢節男、元大蔵官僚（+2013年）
- 1932年 - 大崎三男、元プロ野球選手
- 1933年 - 泡坂妻夫、推理作家（+ 2009年）
- 1934年 - 加藤彰、映画監督（+ 2011年）
- 1936年 - グレンダ・ジャクソン、女優、政治家（+ 2023年）
- 1936年 - アルバート・フィニー、俳優（+ 2019年）
- 1936年 - 石崎正勝、元プロ野球選手
- 1937年 - 栗塚旭、俳優
- 1937年 - 松岡直也、ミュージシャン（+ 2014年）
- 1937年 - ホセ・ラファエル・モネオ、建築家
- 1940年 - ジェームズ・L・ブルックス、映画監督
- 1941年 - 脇四計夫、司法書士、政治家、元富山県下新川郡朝日町長
- 1942年 - ジョン・アシュクロフト、第79代アメリカ合衆国司法長官
- 1944年 - 晋樹隆彦、歌人、出版人、編集者
- 1944年 - 水橋和夫、俳優、ナレーター（+ 2016年）
- 1945年 - ユップ・ハインケス、元サッカー選手、指導者
- 1946年 - キャンディス・バーゲン、女優
- 1947年 - 岩崎良夫、元プロ野球選手
- 1949年 - 近藤守、プロゴルファー
- 1949年 - ビリー・ジョエル、歌手
- 1949年 - イブライム・バレ・マイナサラ、軍人、政治家（+ 1999年）
- 1950年 - 加藤行輝、アナウンサー
- 1950年 - アンゲリーカ・ブック、フィギュアスケート選手
- 1953年 - デイヴィッド・ベノワ、ジャズ・フュージョンピアニスト
- 1954年 - 高橋均、文化人類学者
- 1954年 - 田中耕ニ、俳優、声優（+ 2018年）
- 1955年 - 掛布雅之、元プロ野球選手
- 1955年 - 藤田学、元プロ野球選手
- 1955年 - アンネ・ゾフィー・フォン・オッター、メゾソプラノ歌手
- 1957年 - 魚戸おさむ、漫画家
- 1957年 - スティーブ・ハモンド、元プロ野球選手
- 1958年 - 永江朗、著作家
- 1958年 - ダグ・ローマン、元プロ野球選手
- 1959年 - 片山さつき、政治家
- 1959年 - 仁村薫、元プロ野球選手
- 1960年 - トニー・グウィン、元プロ野球選手（+ 2014年）
- 1961年 - 子守康範、ラジオパーソナリティ、フリーアナウンサー
- 1961年 - 晃、歌手（フィンガー5）
- 1962年 - デイヴ・ガーン、ミュージシャン（デペッシュ・モード）
- 1962年 - 村松健、ピアニスト・作曲家
- 1963年 - 江原達也、政治家
- 1964年 - 滝里美、演歌歌手
- 1964年 - 鶴見済、著作家
- 1964年 - ケビン・サンダーソン、テクノミュージシャン
- 1965年 - 内海敏彦、俳優、声優
- 1965年 - スティーブ・アイザーマン、アイスホッケー選手
- 1966年 - モーリー、パーソナリティ
- 1967年 - 岡野剛、漫画家
- 1968年 - 原田雅彦、元スキージャンプ選手
- 1968年 - マリー・ジョゼ・ペレク、陸上競技選手
- 1968年 - 前田憲作、キックボクサー
- 1969年 - デジ・ウィルソン、元プロ野球選手
- 1969年 - 水沢英樹、元プロ野球選手
- 1969年 - ウーゴ・マラドーナ、元サッカー選手、指導者
- 1970年 - テツ、お笑い芸人（テツandトモ）
- 1970年 - 河口学、自動車評論家
- 1970年 - 伊央里直加、 元女優、元宝塚歌劇団男役
- 1970年 - 郝海東、元サッカー選手
- 1970年 - ゴーストフェイス、ラッパー
- 1971年 - 東浩紀、思想家、文芸評論家
- 1971年 - 杉本尚文、元プロ野球選手
- 1971年 - マグニチュード岸和田、プロレスラー
- 1972年 - 若木民喜、漫画家
- 1972年 - 家森幸子、アナウンサー
- 1972年 - 小高恵美、元女優
- 1972年 - 鈴木裕介、ラジオDJ
- 1972年 - ダニエラ・シリバシュ、体操競技選手
- 1973年 - 福岡資麿、政治家
- 1974年 - 窪田将治、映画監督、映像クリエーター
- 1974年 - 松本アイコ、女優、声優、司会者
- 1975年 - エミル・ウィングステッド、オリエンテーリング選手
- 1975年 - 長塚圭史、劇作家、演出家、俳優
- 1975年 - 小浜英博、アナウンサー
- 1976年 - 國廣幸亜、漫画家
- 1976年 - 悠渚佳代、声優
- 1976年 - 堀良三、プロ雀士
- 1976年 - 英智、元プロ野球選手
- 1977年 - 的場直樹、元プロ野球選手
- 1977年 - マレク・ヤンクロフスキ、サッカー選手
- 1978年 - 大橋卓弥、歌手（スキマスイッチ）
- 1978年 - 秋田屋まさえ、元プロボクサー、第3代OPBF東洋太平洋女子アトム級王者
- 1978年 - ナカヤマシンペイ、ドラマー（ストレイテナー）
- 1978年 - アーロン・ハラング、プロ野球選手
- 1978年 - レアンドロ・クフレ、元サッカー選手
- 1979年 - 小林桂、ジャズボーカリスト
- 1979年 - 唯我、プロレスラー、総合格闘家、女優、バレリーナ
- 1979年 - ブランドン・ウェブ、元プロ野球選手
- 1979年 - ロザリオ・ドーソン、女優
- 1980年 - 吉岡友見、お笑いタレント、女優
- 1980年 - 大根田良樹、俳優
- 1980年 - 新垣渚、元プロ野球選手
- 1980年 - 西紀寛、元サッカー選手
- 1980年 - あかぎあい、元タレント
- 1980年 - アンジェラ・ニコディノフ、フィギュアスケート選手
- 1980年 - グラント・ハケット、水泳選手
- 1981年 - 横山裕、歌手、ミュージシャン（SUPER EIGHT）
- 1981年 - 白井鉄也、お笑いタレント（チーモンチョーチュウ）
- 1981年 - 石川由香里、アナウンサー
- 1981年 - 三浦由理、実業家、BUYON創業者
- 1981年 - 藤田聖吾、サッカー指導者
- 1981年 - 森崎和幸、元サッカー選手
- 1981年 - 森崎浩司、元サッカー選手
- 1981年 - ビル・マーフィー、プロ野球選手
- 1982年 - 梅原恵里、ミュージシャン（元0930）
- 1982年 - トミドコロ、お笑いタレント
- 1982年 - 金正友、元サッカー選手
- 1982年 - ヴィクトリア・シリアホワ、フィギュアスケート選手
- 1982年 - マーク・ダースマ、野球選手
- 1983年 - 滝善充、ギタリスト（9mm Parabellum Bullet）
- 1983年 - 三浦明利、シンガーソングライター、浄土真宗僧侶
- 1983年 - 松田龍平、俳優
- 1983年 - 大高忍、漫画家
- 1983年 - ジレ・ミュラー、テニス選手
- 1984年 - 平原綾香、歌手
- 1984年 - 各務恵理菜、元タレント、研究者
- 1984年 - 村山慈明、将棋棋士
- 1984年 - 八木下恵介、ラグビー選手
- 1984年 - 藤田豊、元サッカー選手
- 1984年 - プリンス・フィルダー、元プロ野球選手
- 1984年 - チェイス・ヘッドリー、プロ野球選手
- 1985年 - 吉永まり、女優、歌手、タレント
- 1985年 - 桜井まり、元グラビアアイドル、元タレント、元女優
- 1985年 - 市川友也、元プロ野球選手
- 1985年 - 能登原将、元プロ野球選手
- 1986年 - 朝比奈えり、タレント
- 1986年 - 谷口紗耶香、タレント
- 1986年 - 白石乃梨、シンガーソングライター
- 1987年 - 成田可菜絵、競輪選手
- 1987年 - 高木千尋、プロボクサー、元プロレスラー
- 1987年 - 藤森哲也、将棋棋士
- 1988年 - 徳永えり、タレント
- 1988年 - 雅千夏、タレント、歌手
- 1988年 - 豊崎由里絵、アナウンサー
- 1988年 - 大木文香、アナウンサー
- 1988年 - 土井悠平、アナウンサー
- 1988年 - 伊奈龍哉、元プロ野球選手
- 1988年 - 近藤好美、声優、モデル
- 1989年 - 橋本優貴、柔道家
- 1989年 - 山崎正貴、元プロ野球選手
- 1990年 - 土井玲奈、女優
- 1990年 - 土師亜文、声優
- 1990年 - 能塚裕喜、脚本家
- 1990年 - 山本昌太、ラグビー選手
- 1990年 - ディエゴ・マリーニョ、サッカー選手
- 1991年 - 原口元気、サッカー選手
- 1991年 - 柳澤純希、陸上競技選手
- 1991年 - オズワルド・アルシア、プロ野球選手
- 1992年 - 金子早織、元バレーボール選手
- 1992年 - 安達心平、俳優
- 1993年 - 山田涼介、アイドル（Hey! Say! JUMP）
- 1993年 - 加藤シーナ、グラビアアイドル
- 1994年 - 三浦莉奈、新体操選手
- 1994年 - 長崎佑亮、元アイドル（元NORD）、YouTuber、怪談師
- 1994年 - 仲村一夏、元アイドル（元平成琴姫）
- 1994年 - 神戸文也、元プロ野球選手
- 1995年 - 溝口琢矢、俳優
- 1995年 - 宮本茉由、ファッションモデル
- 1995年 - 近藤亜美、柔道家
- 1995年 - 鳥海晃司、サッカー選手
- 1995年 - 武藤友樹、元プロサッカー選手
- 1995年 - トミー・エドマン、プロ野球選手
- 1996年 - 木野双葉、声優
- 1996年 - 木幡巧也、騎手
- 1996年 - 竹原千賀、ハンドボール選手
- 1997年 - 石飛恵里花、声優（元ピュアリーモンスター）
- 1997年 - 平本亜夢、女優
- 1997年 - 野嶋華澄、バレーボール選手
- 1998年 - 今井達也、プロ野球選手
- 1998年 - 小松泉穂、女優
- 1999年 - 加藤匠人、サッカー選手
- 1999年 - 寺澤大夢、プロバスケットボール選手
- 1999年 - 大橋のぞみ、元子役、元タレント
- 2000年 - 関根瞳、声優
- 2002年 - 南拓都、プロサッカー選手
- 2002年 - 橋本勝也、車いすラグビー選手、2024年パリパラリンピック金メダリスト
- 2002年 - 城和怜奈、サッカー選手
- 2003年 - 奥村梨穂、グラビアアイドル
- 2004年 - 奥森皐月、女優、モデル
- 2004年 - 山田陽翔、プロ野球選手
- 2005年 - 岡村ほまれ、歌手（モーニング娘。）
- 2007年 - 凛花、アイドル（ファントムシータ）
- 2008年 - 今井暖大、元子役、俳優、YouTuber
- 2008年 - 櫻井佑音、モデル、子役
- 2009年 - 角谷瑠菜、サッカー選手
- 2011年 - 野澤しおり、子役
- 生年不詳 - 美月はるか[13]、歌手
- 生年不詳 - 茶崎白湯、漫画家
- 生年不詳 - 石原舞、声優
- 生年不詳 - 押山沙織、声優
- 生年不詳 - 加藤清司、声優
- 生年不詳 - 小池謙一、声優
- 生年不詳 - 清水千恵、声優
- 生年不詳 - 武石あゆ実、声優
- 生年不詳 - 春宮茉由、声優
- 生年不詳 - 宮白桃子、声優

### 人物以外（動物など）
- 2001年 - スイープトウショウ、競走馬（+ 2020年）

## 忌日

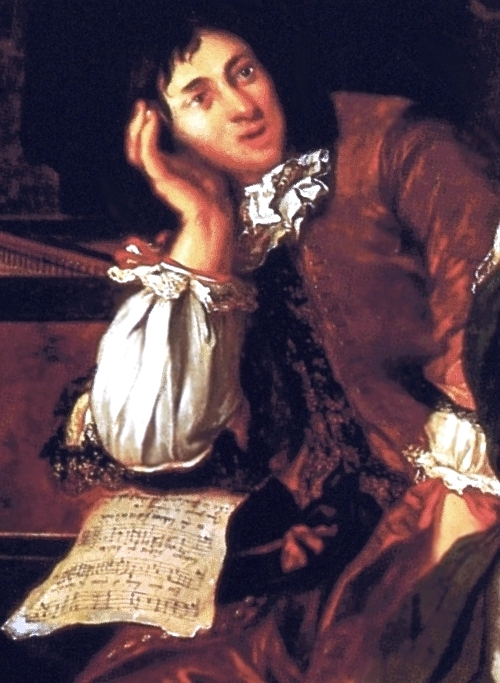
作曲家ディートリヒ・ブクステフーデ(1637頃-1707)没。

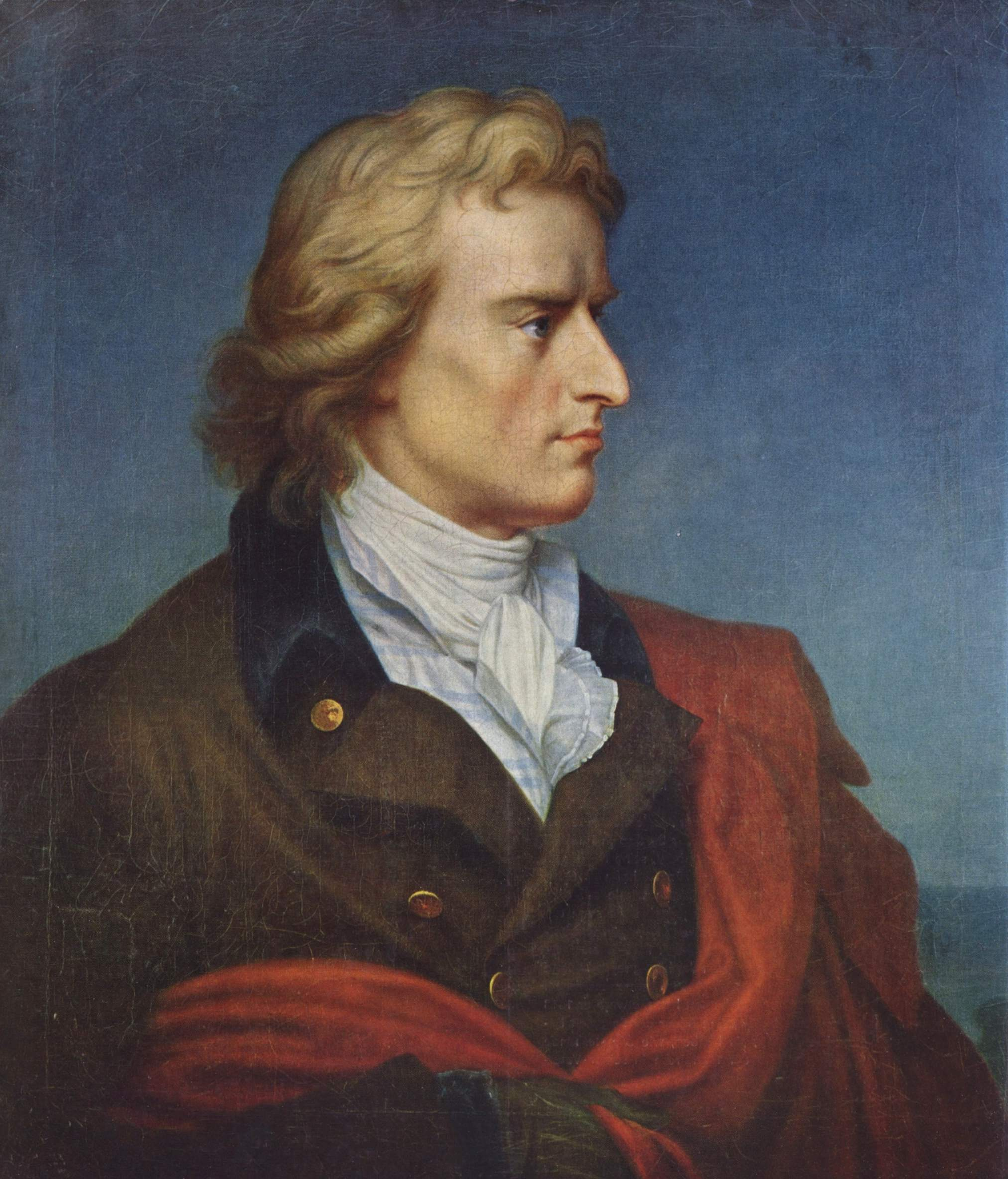
ロマン主義詩人、フリードリヒ・フォン・シラー(1759-1805)没。

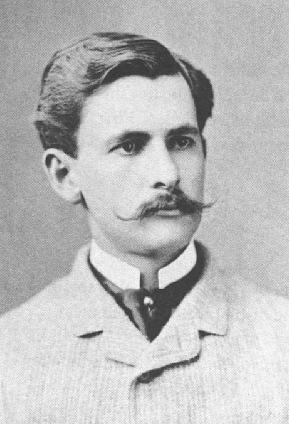
光学物理学者、アルバート・マイケルソン(1852-1931)没。

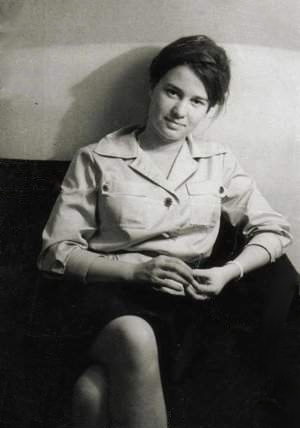
ドイツ赤軍の創設者の一人、ウルリケ・マインホフ(1934-1976)、獄中で自殺。

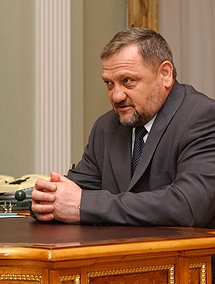
「チェチェン共和国」初代大統領、アフマド・カディロフ(1951-2004)、暗殺される。

- 1315年 - ユーグ5世、ブルゴーニュ公（* 1282年）
- 1586年 - ルイス・デ・モラレス、画家（* 1510年頃）
- 1630年 - アグリッパ・ドービニェ、詩人、作家、歴史家（* 1552年）
- 1682年 - ピーター・ワウウェルマン（英語版）、画家（* 1623年）
- 1688年 - フリードリヒ・ヴィルヘルム、ブランデンブルク選帝侯（* 1620年）
- 1707年 - ディートリヒ・ブクステフーデ、作曲家（* 1637年頃）
- 1745年 - トマソ・アントニオ・ヴィターリ、ヴァイオリニスト、作曲家（* 1663年）
- 1768年 - フィリップ・フリードリヒ・グメリン（英語版）、植物学者（* 1721年）
- 1789年 - ジュゼッペ・ボニート、画家（* 1707年）
- 1799年 - クロード＝ベニーニュ・バルバトル、作曲家、オルガニスト、ハープシコード奏者（* 1724年）
- 1805年 - フリードリヒ・フォン・シラー、詩人、劇作家、歴史学者、思想家（* 1759年）
- 1850年 - ジョセフ・ルイ・ゲイ＝リュサック、化学者、物理学者（* 1778年）
- 1898年 - 澤太郎左衛門、蝦夷共和国開拓奉行（* 1834年）
- 1911年 - トーマス・ウェントワース・ヒギンソン、聖職者、作家、軍人（* 1823年）
- 1914年 - ポール・エルー、化学者（* 1863年）
- 1915年 - アンソニー・ワイルディング、テニス選手（* 1883年）
- 1915年 - フランソワ・ファベール、自転車競技選手（* 1887年）
- 1920年 - 岩野泡鳴、小説家（* 1873年）
- 1926年 - エドムンド・ランドルト、眼科医、ランドルト環考案者（* 1846年）
- 1931年 - アルバート・マイケルソン、物理学者（* 1852年）
- 1933年 - ジョン・アーサー・ジャービス（英語版）、水泳選手、1900年パリ五輪金メダリスト（* 1872年）
- 1943年 - 石井絹治郎、化学者、薬剤師、実業家、大正製薬創業者（* 1888年）
- 1949年 - ルイ2世、モナコ大公（* 1870年）
- 1957年 - エツィオ・ピンツァ、バス歌手（* 1892年）
- 1958年 - 及川古志郎、海軍大臣、軍令部総長（* 1883年）
- 1959年 - 梁田貞、作曲家（* 1885年）
- 1961年 - 阪田久五郎[14]、実業家、セーラー万年筆創業者（* 1883年）
- 1965年 - ドロシー・グリーンハウ＝スミス、フィギュアスケート選手（* 1882年）
- 1967年 - フィリッパ・スカイラー、ピアニスト、作曲家、ジャーナリスト（* 1931年）
- 1968年 - マリオン・ローン（英語版）、女優（* 1883年）
- 1969年 - 潮田江次、政治学者、日本政治学会初代理事、第3代理事長（* 1901年）
- 1970年 - ウォルター・ルーサー、アメリカ合衆国の労働運動・公民権運動指導者、全米自動車労働組合会長（* 1907年）
- 1971年 - 吉野信次、官僚、政治家、第19代運輸大臣、第15代商工大臣、第33代愛知県知事（* 1888年）
- 1976年 - ウルリケ・マインホフ、ドイツ赤軍の活動家（* 1934年）
- 1977年 - 大塚金之助、経済学者、歌人（* 1892年）
- 1977年 - ジェームズ・ジョーンズ、小説家（* 1921年）
- 1978年 - アルド・モーロ、イタリア首相（* 1916年）
- 1978年 - ジョージ・マチューナス、現代美術家（* 1931年）
- 1979年 - 石田和外、第5代最高裁判所長官（* 1903年）
- 1984年 - 蟹江一忠、実業家、元カゴメ社長（* 1926年）
- 1985年 - エドモンド・オブライエン、俳優（* 1915年）
- 1985年 - 若山セツ子、女優（* 1929年）
- 1985年 - 加藤昌利、元プロ野球選手（* 1935年）
- 1985年 - スベア・ノーレン、フィギュアスケート選手（* 1895年）
- 1986年 - 廖文毅、台湾共和国臨時政府大統領（* 1910年）
- 1986年 - テンジン・ノルゲイ、シェルパ（* 1914年）
- 1989年 - 吉田義昭、脚本家、劇作家（* 1932年）
- 1989年 - 城卓矢、歌手（* 1935年）
- 1992年 - 小幡謙三、実業家、元積水化学工業社長、元ユニチカ社長（* 1910年）
- 1992年 - 井上清次、プロゴルファー（* 1915年）
- 1993年 - 前田又兵衛、実業家、前田建設工業設立者（* 1904年）
- 1994年 - 八幡野平八郎、元大相撲力士（* 1917年）
- 1995年 - 大谷米一、実業家、ニューオータニ社長（* 1916年）
- 1996年 - 陸定一、政治家（* 1906年）
- 1997年 - マルコ・フェレーリ、映画監督（* 1928年）
- 1997年 - 可愛かずみ、タレント（* 1964年）
- 1998年 - ルドルフ・イスマイヤー（英語版）、重量挙げ選手、1932年ロサンゼルス五輪金メダリスト（* 1908年）
- 1998年 - アリス・フェイ、歌手、女優（* 1915年）
- 1998年 - 八十島義之助、土木工学者、東京大学名誉教授（* 1919年）
- 1998年 - 倉田隆文、実業家、伊勢電子工業（のちのノリタケ伊勢電子）社長、ノリタケカンパニーリミテド社長（* 1923年）
- 1998年 - 宮路年雄、実業家、城南電機創業者（* 1928年）
- 1999年 - 進藤純孝、文芸評論家、随筆家、小説家（* 1922年）
- 2000年 - 峰隆一郎、小説家（* 1931年）
- 2001年 - 長谷川実雄、経営者、元読売ジャイアンツ球団代表（* 1911年）
- 2002年 - ルネ・ペシェール、造園家、造園学者（* 1908年）
- 2002年 - レオン・スタイン、作曲家（* 1910年）
- 2002年 - 大谷昌行、実業家、元一畑電気鉄道社長、元日本海テレビジョン社長（* 1914年）
- 2003年 - 西田亨、元プロ野球選手（* 1930年）
- 2004年 - アフマド・カディロフ、政治家、チェチェン共和国大統領（* 1951年）
- 2006年 - イェジー・フィツォフスキ、詩人（* 1924年）
- 2007年 - 石井政雄、第17代統合幕僚会議議長（* 1931年）
- 2008年 - 松岡阜、彫刻家（* 1923年）
- 2008年 - ロナルド・パリーゼ、科学者、宇宙飛行士（* 1951年）
- 2008年 - シナン・ソフォーグル、オートバイロードレーサー（* 1983年）
- 2009年 - サハン・ドソヴァ、スーパーセンテナリアン（* 1879年）
- 2009年 - 渡辺浩二、実業家、中央化学創業者（* 1928年）
- 2009年 - チャック・デイリー、バスケットボール指導者、バスケットボール殿堂（* 1930年）
- 2009年 - 大原まゆ、作家（* 1982年）
- 2010年 - 安藤太郎、実業家、住友不動産元会長（* 1910年)
- 2010年 - レナ・ホーン、ジャズ歌手、俳優（* 1917年)
- 2010年 - 岩崎巴人、日本画家（* 1917年)
- 2010年 - 朱厚沢、政治家（* 1931年)
- 2010年 - 小掛照二、元陸上競技選手、陸上競技指導者（* 1932年)
- 2010年 - 表淳夫、俳優、声優（* 1936年)
- 2011年 - 川喜多雄二、歯科医師、元俳優（* 1923年）
- 2011年 - 岡田茂、映画プロデューサー、東映名誉会長（* 1924年）
- 2012年 - ニコラス・カッツェンバック、弁護士、政治家、第65代司法長官（* 1922年）
- 2012年 - 新倉イワオ、放送作家、日本心霊科学協会理事（* 1924年）
- 2012年 - ヴィダル・サスーン、ヘアドレッサー、実業家（* 1928年）
- 2012年 - 碓井静照、医師、著作家（* 1937年）
- 2012年 - 永竹由幸、オペラ研究家、元昭和音楽大学教授（* 1938年）
- 2013年 - 近藤耕三、四国電力元会長（* 1929年）
- 2013年 - 関山和夫、佛教大名誉教授、元京都西山短期大学学長（* 1929年）
- 2013年 - 島津伸男、作曲家（* 1935年）
- 2013年 - 大谷隆照、浄土宗僧侶、政治家、元茨城県猿島郡五霞町長（* 1943年）
- 2014年 - メル・パットン、陸上競技選手、1948年ロンドン五輪金メダリスト（* 1924年）
- 2014年 - 西口勇、政治家、元和歌山県知事（* 1926年）
- 2014年 - 飯島俊郎、化学者、東京工業大学名誉教授、元実践女子大学学長（* 1927年）
- 2014年 - 西田司、政治家、第52・56代自治大臣、第21代国土庁長官（* 1928年）
- 2014年 - 岡野行秀、経済学者、東京大学名誉教授（* 1929年）
- 2014年 - 田部和良、サッカーコーチ（* 1961年）
- 2015年 - ケナン・エヴレン、軍人・政治家、第7代トルコ共和国大統領（* 1917年）
- 2015年 - エリザベス・ウィルソン、女優（* 1921年）
- 2015年 - 松尾稔、工学者、名古屋大学名誉教授・元学長（* 1936年）
- 2016年 - 秋本祐作、プロ野球選手、プロゴルファー（* 1935年）
- 2017年 - 枝広圭介[15]、元常盤薬品社長（* 1925年）
- 2017年 - 銭其琛、外交官、元中華人民共和国外交部長（* 1928年）
- 2017年 - マイケル・パークス、俳優、歌手（* 1940年）
- 2017年 - 岩田美生、歌手（The STRUMMERS）（* 1966年）
- 2017年 - 一色徳保、歌手（つばき）（* 1979年）
- 2018年 - 村井志摩子、劇作家、演出家（* 1928年）
- 2018年 - 瀧澤孝、ヤクザ（* 1937年）
- 2018年 - 大沼啓延、テレビディレクター、テレビキャスター（* 1950年）
- 2019年 - アルヴィン・サージェント、脚本家（* 1927年）
- 2019年 - 新崎盛善、銀行家、元沖縄銀行会長（* 1933年）
- 2020年 - リトル・リチャード、歌手（* 1932年）
- 2020年 - ウィノナ・リトルハート、プロレスラー（* 1955年）
- 2020年 - ティモ・ホンケラ、コンピュータ科学者（* 1962年）
- 2022年 - 野島稔、ピアニスト、東京音楽大学学長（* 1945）
- 2022年 - 壽崎肇[16]、スーパー寿屋（現カリーノファシリティーズ）創業者（* 1926年）
- 2022年 - 小玉理恵子、ゲームクリエイター（* 1963年）
- 2024年 - ダディ竹千代、ミュージシャン（* 1953年）
- 2025年 - 松田輝雄、アナウンサー（* 1940年）

## 記念日・年中行事

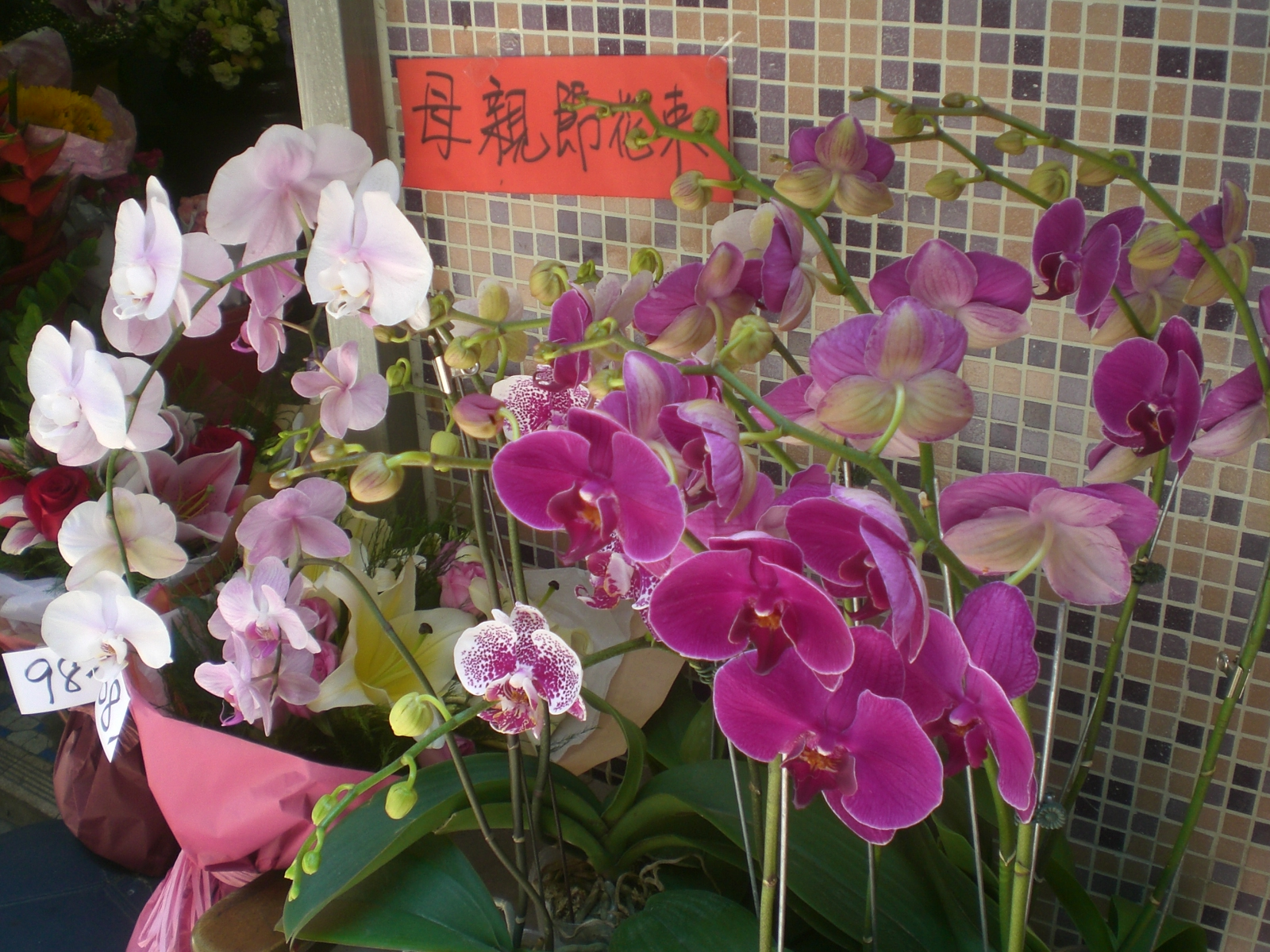
母の日（第2日曜日）。1948年5月9日に日比谷公会堂で「母の日大会」が開催。

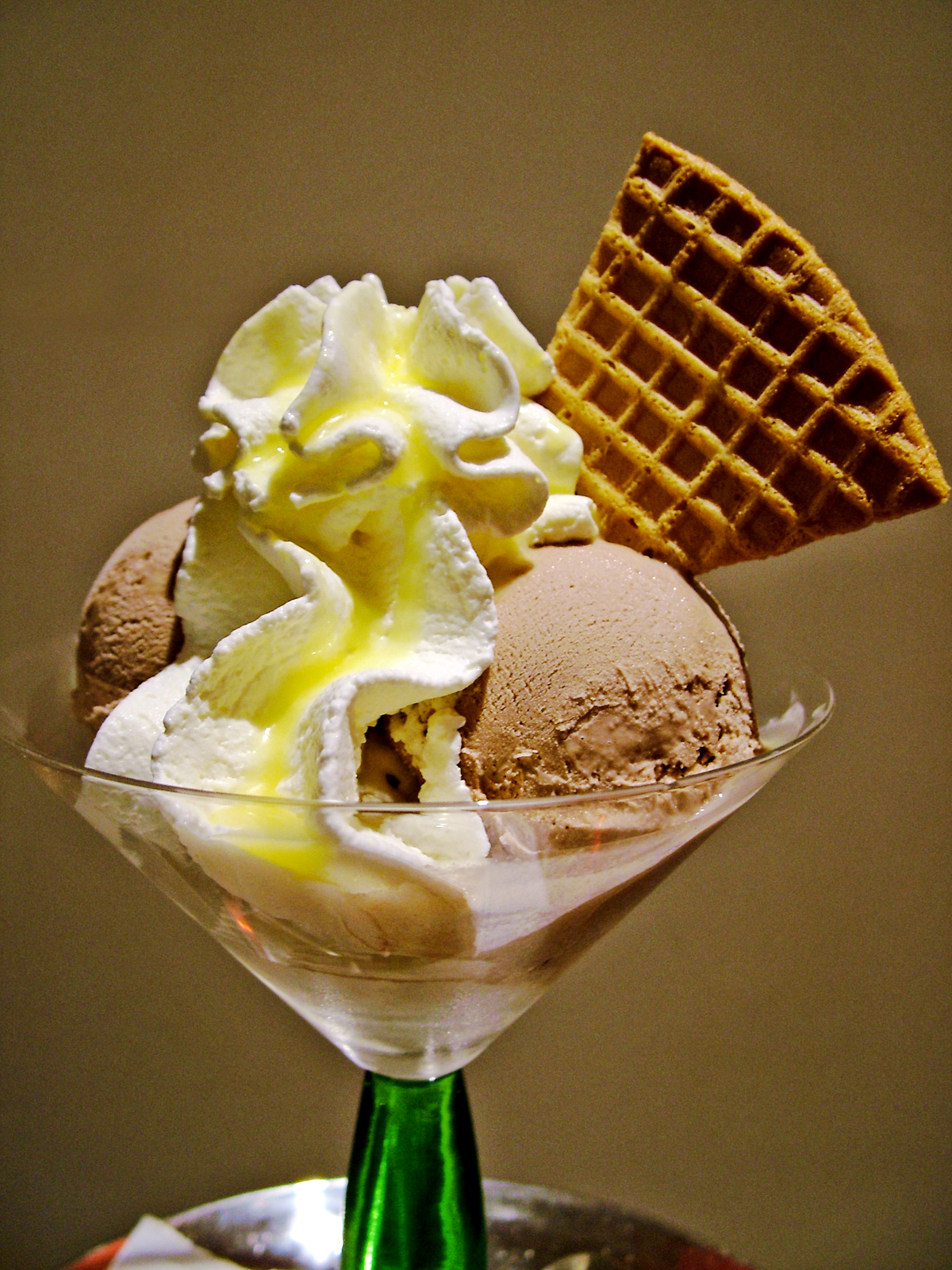
アイスクリームの日

- ヨーロッパ・デー（ 欧州連合）
1950年5月9日、ロベール・シューマンが欧州石炭鉄鋼共同体設立構想「シューマン宣言」を発表したことによる。1985年にミラノで開かれた欧州理事会で制定。
- 対独戦勝記念日（ アゼルバイジャン・ ベラルーシ・ ボスニア・ヘルツェゴビナ・ イスラエル・ カザフスタン・ キルギス・ モルドバ・ ロシア・ セルビア・ タジキスタン・ トルクメニスタン・ ウズベキスタン）
1945年5月8日、ベルリンでドイツが第二次世界大戦の降伏文書（英語版）に調印したことを記念してヨーロッパ諸国では5月8日が戦勝記念日であるが、モスクワ夏時間では5月9日未明のことであったため、ソ連を構成していた諸国やソ連の影響下にあった東欧の一部の国などでは5月9日が記念日になっている。
- 国恥記念日（ 中華民国）
1915年5月9日、中華民国が日本の対華21カ条要求を最後通牒で受諾した。
- 独立記念日（ ルーマニア）
1877年のこの日、ルーマニアがオスマン帝国からの独立を宣言したことを記念。
- アイスクリームの日（ 日本）
社団法人日本アイスクリーム協会が1965年に制定。日付は1964年のこの日に東京アイスクリーム協会が記念事業を行い、諸施設へアイスクリームをプレゼントしたことに由来。1869年に町田房蔵が横浜の馬車道通りに開いた「氷水屋」で日本初のアイスクリーム「あいすくりん」が製造・販売された日を記念した「アイスクリームデー」の名称で、PRを兼ねて社会奉仕が行われていた[17]。初販売は7月とされている[18]。
- メイクの日（ 日本）
Japan Make-up Artist Network (JMAN) が制定。メイ (May) ク (9) の語呂合わせから[19]。
- 黒板の日（ 日本）
全国黒板工業連盟が2000年7月に制定。「こ (5) く (9) ばん」の語呂合せと、明治初頭にアメリカから黒板が初めて輸入されたのがこの時期と言われていることから[20]。
- 呼吸の日（ 日本）
NPO日本呼吸器障害者情報センターが制定。「こ (5) きゅう (9)」の語呂合わせ[21]。
- ゴクゴクの日（ 日本）
図解化コンサルタント、池田千恵が制定。おいしい飲み物をゴクゴク (5959) 飲み、かつ、水資源に恵まれない地域でも水をゴクゴク飲めるよう水環境について考えようという日[22]。
- 奄美黒糖焼酎の日（ 日本）
奄美大島酒造協同組合が2007年5月に制定。東京農業大学の小泉武夫教授の提案で、「こ (5) く (9) とう (10）」の語呂合わせで、翌5月10日と共に定められた。
- 孫悟空の日（ 日本）
劇場アニメ『ドラゴンボールZ 復活の「F」』の舞台挨拶にて、2015年5月9日から日本記念日協会によって認定されたと発表された[23]。
- 合格の日（ 日本）
福岡県太宰府市の一蘭太宰府参道店で「合格ラーメン」を提供していることから、入学や資格試験などを受ける受験生を応援するために、天然とんこつラーメン専門店の株式会社一蘭が制定し、日本記念日協会から認定された。由来は「ごうかく」の語呂合わせ[24]。
- 謎解きの日（ 日本）
株式会社RIDDLERが謎解きで遊ぶ日として制定し、日本記念日協会から認定された。由来は、5月9日を英語にすると「May」と「nine」になり、並べかえると謎解きという意味の英単語「enigma」になるため[25][注釈 1]。